# Lancia Aprilia
La Lancia Aprilia è un'automobile prodotta dalla casa torinese Lancia dal 1937 al 1949.

## Il contesto

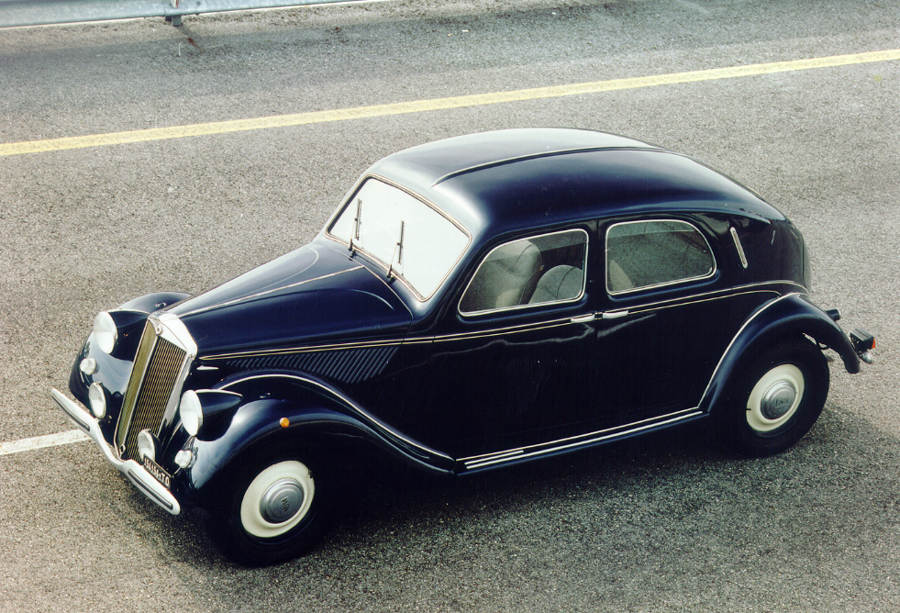
Vettura Lancia Aprilia del 1937

Le vendite dell'Augusta procedono a gonfie vele coprendo nel 1934, 1935 e 1936 quasi l'85% della produzione e del fatturato aziendale, e Vincenzo Lancia ritrovava nel piccolo modello su scala nazionale i fasti ed i riconoscimenti che su scala internazionale erano stati tributati alla Lambda, (e d'altra parte la crisi del 1929 aveva obbligato tutti i produttori più avveduti ad una rapida riconversione verso vetture leggere e di piccola cilindrata pena la chiusura). Ma anche nel pieno del successo delle vendite un buon imprenditore non può mai sedere sugli allori e nell'incalzare della competizione tecnologica i suoi pensieri sono adesso rivolti ad una macchina ancora più rivoluzionaria, un prodotto anticonvenzionale che possa lasciare il segno.
In sostanza si tratta di completare il rivoluzionario progetto Augusta, quello della prima scocca autoportante su vettura chiusa prodotta al mondo, con quello che in quel progetto non si poteva fare in quanto i tempi non erano maturi (1931/1932) e cioè l'aerodinamica, le camere di scoppio emisferiche (motore ad alto rendimento termodinamico) e le 4 ruote indipendenti, tutti perfezionamenti radicali che per la prima volta apparivano su una Lancia.
Questo progetto anticipava nel suo complesso quello che sarà la vettura "tipo" degli standard produttivi degli anni cinquanta e sessanta con 20 o 30 anni d'anticipo. Tant'è che guidare anche oggi un'Aprilia dà le stesse sensazioni che guidare una vettura degli anni '60 (il cambiamento successivo, negli anni settanta, sarà la diffusione capillare della trazione anteriore).
Un capitolo a parte è quello dell'aprile del 1934, quando viene brevettato un originale progetto per una vettura del tutto anticonvenzionale, nella quale il pilota si sarebbe trovato in posizione centrale ed avrebbe avuto due passeggeri al suo fianco, uno per parte, mentre una quarta persona avrebbe trovato alloggio su un piccolo divano posteriore, posto nella coda - molto rastremata - dell'inconsueto veicolo, provvisto di due sole ampie portiere, ma questo progetto, giudicato troppo ardito, sarà accantonato.
Negli ultimi mesi del 1934, Vincenzo convoca lo staff direttivo (gli ingegneri Manlio Gracco e Giuseppe Baggi, rispettivamente direttore generale e direttore tecnico, i tecnici signori Alghisi, Falchetto, Sola e Verga, il collaudatore Gismondi) e, di fatto, dà il via allo studio di una vettura "classica" ma aerodinamica (un aspetto sinora scarsamente considerato), dalla cilindrata un poco superiore ai 1200 cm³ dell'Augusta, relativamente leggera (sotto alla tonnellata nella versione berlina 5 posti) e capace di fornire prestazioni superiori con potenza e consumi relativamente modesti.

## La storia e le caratteristiche

Ingombri e misure di abitabilità della prima Aprilia (1937)

Nell'inverno 1934-1935 la squadra dell'ufficio tecnico disegna il motore (che Lancia vuole inferiore al litro e mezzo) per il quale viene mantenuto il classico schema dei cilindri a V stretto, ma che si distingue per la forma emisferica delle camere di scoppio, ottenuta grazie ad un sistema di distribuzione particolare e un po' complesso (brevettato). La testata è fusa in ghisa ed ha i condotti di aspirazione posizionati sul lato destro del motore, quelli di scarico sul lato sinistro (la testata è dunque del tipo a flussi incrociati). Al banco, il motore (con monoblocco in alluminio e canne dei cilindri riportate, in ghisa) eroga la potenza di più di 47 cavalli a circa 4000 giri al minuto, valore elevato per un 1352 cm³ di quell'epoca.
Quanto alla carrozzeria, ricerche effettuate in collaborazione con il Politecnico di Torino portano a concludere che la forma della coda riveste una particolare importanza aerodinamica: la linea della vettura, quindi, segue alla lettera queste indicazioni al punto che, quando Vincenzo vede il "mascherone" in legno della carrozzeria, trova esagerato il raggio di raccordo tra tetto e fiancata, e lo fa subito ridurre.
Alla fine, il coefficiente aerodinamico risulta di appena 0,47 Cx, un record per l'epoca (se si esclude la Tatra T87 del 1936, che aveva un cx di 0,36), dove in quel periodo il Cx risultava decisamente più alto, come per la Fiat 508 Balilla con il suo Cx di 0,60, grosso modo questo coefficiente aerodinamico è paragonabile a quello di una Renault 5 o della prima Volkswagen Golf o di una Alfa Romeo Giulietta della serie degli anni ottanta.
La scocca dell'Aprilia, carrozzeria compresa, viene brevettata - come consuetudine Lancia - il 9 gennaio del 1936.

La prima Aprilia, ancora priva di pedane laterali (1937)

Un particolare della carrozzeria che fa dannare i tecnici sono le cerniere delle porte (le porte sono "ad armadio" come nell'Augusta): Vincenzo pretende siano "nascoste" ma per risolvere soddisfacentemente il problema, alla fine ci si dovrà rivolgere a tecnici esterni all'azienda (e l'Aprilia sarà dunque la prima Lancia in cui le cerniere non sono in vista).
Sempre a proposito di portiere, che si vogliono di profilo curvo anziché rettilineo per una questione di armonia di linea, si costringono i tecnici ad escogitare nuovi sistemi d'incernieramento (mediante perni a sfera inclinati) che complicano ulteriormente le cose, ma i risultati si vedono (e si sentono) tant'è che la dolcezza, la precisione ed il famoso suono (... "toc"...) di chiusura delle portiere dell'Aprilia resteranno a lungo nella leggenda e contribuiranno a creare, negli anni quaranta e cinquanta, il "mito" della qualità Lancia.

L'Aprilia berlina nella successiva versione con pedane

Il progetto della scocca dell'Aprilia usufruisce dell'esperienza acquisita negli anni della produzione Augusta (dal 1933) e raggiunge una rigidità torsionale ancora più elevata, si mantiene la struttura unitaria costituita dal pianale e dalla carrozzeria (elettrosaldata), ma si tolgono i gocciolatoi (come pure le cerniere esterne) perché inaccettabili dai profili aerodinamici. I lamierati impiegati sono da 1,2 mm per le zone portanti e di 0,8 mm per il resto, ed il peso complessivo della berlina risulta di poco più di 9 quintali. Nonostante le maggiori dimensioni rispetto all'Augusta l'abitabilità non migliora in quanto deve fare i conti con l'aerodinamica (curvature del parabrezza e del posteriore) e la visibilità di guida peggiora decisamente sempre per gli stessi motivi, d'altra parte nessuno si può lamentare perché è la tendenza mondiale di tutti i costruttori (tutto si sacrifica per l'aerodinamica) e le cose cambieranno solo negli anni '60 quando i vetri si curveranno a basso costo.
Sicuro che stabilità ed aderenza traggano vantaggio dall'adozione di sospensioni a quattro ruote indipendenti e fermo restando l'adozione dell'ormai classico schema Lancia all'anteriore, Vincenzo fa mettere allo studio una idonea sospensione posteriore. Il retrotreno progettato per la Aprilia risulta piuttosto complesso e richiede una messa a punto laboriosa.
Nei primi prototipi si tenta la soluzione della semplice balestra trasversale, che si rivela insufficiente. Allora si aggiungono due barre di torsione. In seguito ulteriori modifiche ed aggiunte di modo che alla fine la sospensione risulta così concepita: differenziale fisso alla scocca e semiassi oscillanti per mezzo di due bracci mobili ancorati alle estremità di due barre trasversali lavoranti per torsione e protette da un tubo, ed una balestra trasversale fissata, nella sua parte centrale, alla parte centrale della scatola del differenziale mediante un supporto elastico snodato. Completano il tutto due tiranti di fune metallica che collegano le estremità della balestra con la parte mediana dei bracci mobili sostenenti i mozzi delle ruote.
Molto interessante, sempre al retrotreno, anche la soluzione adottata per i freni, che sono posizionati all'uscita del differenziale anziché alle ruote, e ciò al fine di ridurre le masse non sospese e migliorare così la tenuta di strada.
Le prove su strada dell'Aprilia si protraggono sino al giugno del 1936, ma, contrariamente a quella che è una sua abitudine, Vincenzo non vi partecipa mai in prima persona. Finalmente, all'inizio dell'estate del '36, esattamente il 26 giugno, dovendo effettuare un viaggio a Bologna, compie la sua prima esperienza con un prototipo Aprilia: lasciata la guida al fido Gismondi, Vincenzo gli siede accanto e se ne rimane silenzioso, salvo per osservare che la velocità della vettura (superiore ai 130 chilometri all'ora) gli pare eccessiva. Al ritorno però, Vincenzo non resiste alla tentazione e, approfittando di una sosta a Voghera, si fa cedere il volante, guidando veloce sino a Torino. In vista della città, finalmente, si lascia andare con una breve frase che però sintetizza appieno il suo stato d'animo "che macchina magnifica!". I tre che sono in macchina con lui (i tecnici-collaudatori Verga e Tacchini, oltre al Gismondi), sinora in ansia per l'apparente freddezza del "capo", possono tirare un sospiro di sollievo.
Alla vettura vengono apportate solo alcune piccole modifiche, la più rilevante delle quali, voluta da Vincenzo dopo aver guidato un ultimo prototipo per effettuare un viaggio a Genova, è il contenimento della velocità massima entro il limite dei 125 km all'ora.
L'Aprilia viene presentata al Salone di Parigi (che si apre il 1º ottobre 1936)  con il nome di Ardennes (la catena montuosa che separa la Francia dal Belgio) e, subito dopo, ai Saloni di Londra (15 ottobre) e di Milano (28 ottobre), col suo nome italiano, Aprilia (corrispondente a quello di una città laziale).
Pare che al Salone di Parigi, Henry Ford attenda la chiusura serale al pubblico per curiosare, di nascosto, attorno e sotto l'Ardennes esposta: leggenda vuole che, scoperto dai custodi (e redarguito prima d'essere riconosciuto), commenti "era l'unica macchina del Salone per la quale valeva la pena di farmi correre il rischio di fare una figuraccia".

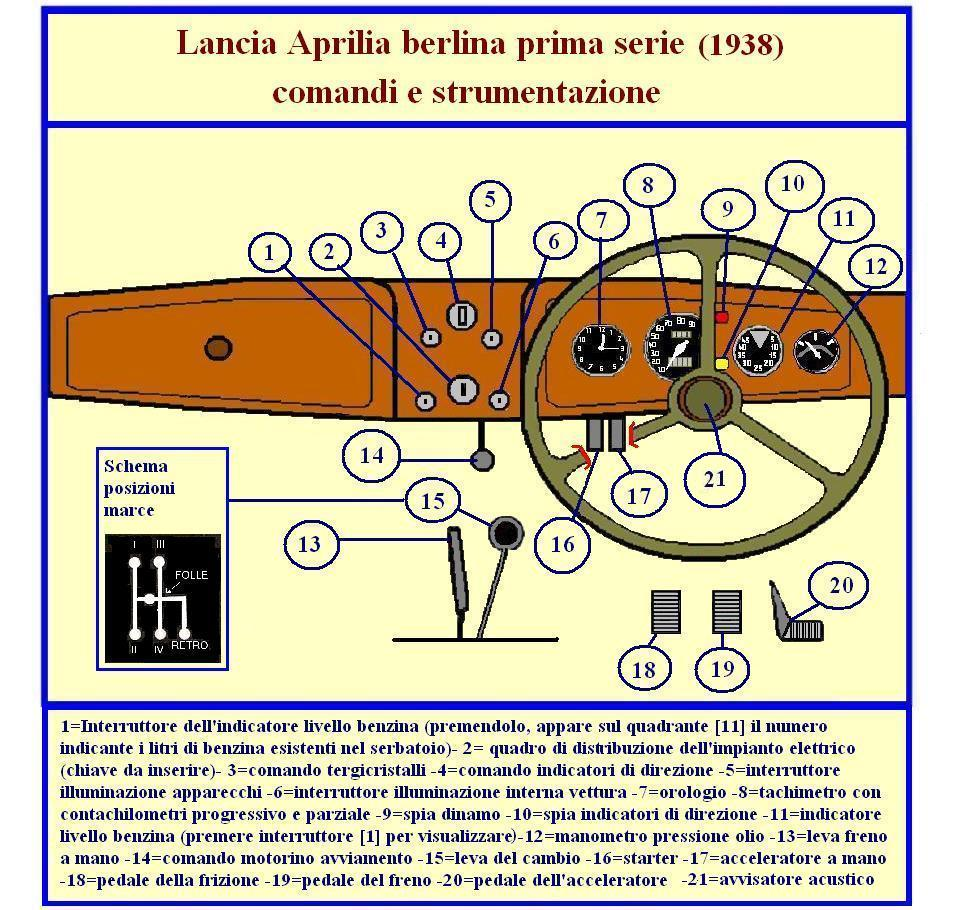
Comandi e strumentazione delle prime Aprilia

Come ormai consolidata consuetudine, oltre alla berlina (tipo 238), anche questo prodotto Lancia viene offerto nella versione "autotelaio" (tipo 239), destinato alle fuoriserie, cioè sostanzialmente a tutti coloro che intendono farsi costruire una carrozzeria quasi "su misura" rivolgendosi ai più celebrati carrozzieri. Questo autotelaio ha le medesime caratteristiche della berlina (incluse le sospensioni a ruote indipendenti sulle quattro ruote) ma la misura del suo passo è di 10 cm superiore (285 invece di 275).
Quando appaiono le prime berline Aprilia, i tecnici si mostrano scettici. Anche il pubblico appare un po' sconcertato dalla linea difficile da digerire. Ma in breve, gli uni devono ricredersi, gli altri cominciano ad abituarsi e ad apprezzarla. E l'Aprilia - malgrado un motore potente, ma leggermente poco elastico, una tenuta di strada da taluni (erroneamente) giudicata scarsa per l'effetto delle 4 ruote indipendenti - non tarda a farsi valere sulle strade, anche in corsa (dove non avrà rivali nella classe 1500 cm³).
I detrattori della produzione Lancia anche in questo caso l'accusano di essere "shimmy", cioè manifestare la tendenza ad un comportamento instabile; in realtà il raffinato, sofisticato, sensibile e suscettibile sistema a ruote indipendenti Lancia non tollera né cattiva manutenzione, né ruote non perfettamente equilibrate, e quindi rende una guida perfetta solo in condizioni di alta efficienza (ben diversamente dalle altre marche che con risultati di tenuta di strada assai mediocri garantivano una buona efficienza anche nelle condizioni di manutenzione e funzionamento peggiori).
La Aprilia berlina fu prodotta in oltre 3.000 esemplari dal 1937 al 1949 per il Ministero della Guerra prima e per il Ministero della difesa poi, nel quale rimase in servizio fino agli anni cinquanta. Assegnata ai comandi d'armata ed agli ufficiali di stato maggiore, venne affiancata da una vettura tattica, versione torpedo militare dell'Aprilia stessa, la Lancia Aprilia Coloniale.

### L'improvvisa morte di Vincenzo Lancia
Vincenzo Lancia muore all'alba del 15 febbraio 1937, non ancora cinquantaseienne, per un infarto: questa morte tanto improvvisa quanto prematura non gli darà la soddisfazione di vedere uscire dalla catena di montaggio il primo esemplare di Aprilia (evento che avverrà il 24 febbraio), né tanto meno di assistere al successo di questa sua ultima creatura.

## La scelta dei nomi

### Aprilia
Nell'aprile del 1936, due anni dopo l'istituzione della provincia di Littoria (l'attuale Latina) viene fondata la città di Aprilia, la quarta in ordine cronologico tra l'Agro Pontino e l'Agro Romano durante il fascismo.
La data di istituzione del comune è il 25 aprile 1936, per scorporo dalla comune di Roma.
Benito Mussolini, che ne ha scelto il nome dalla locuzione latina Venus aprilia (Venere feconda), la inaugurerà il 29 ottobre 1937.
Il centro del suo capoluogo dista 35 km da Roma, 16 km dal litorale di Anzio e Nettuno, 18 km dai colli Albani.

### Ardennes
Come accaduto per l'Augusta, costruita anche in Francia e colà commercializzata come Belna, anche l'Aprilia viene montata in Francia, nello stabilimento di Bonneuil-sur-Marne, e venduta con il nome di Ardennes, corrispondente a quello della catena montuosa che separa la Francia dal Belgio.
L'Ardennes è praticamente identica all'Aprilia, tranne che per i fari anteriori di diametro decisamente più generoso.
Dal momento che ancora non esistono le indagini di mercato, gli orientamenti commerciali si basano più che altro sul fiuto e su quelle considerazioni logiche che possono derivare dall'analisi delle situazioni socioeconomiche più evidenti: nel caso della "Ardennes", in casa Lancia si ritiene che un modello di classe, raffinato e costoso, possa ricevere un'ottima accoglienza in terra di Francia, dove il reddito pro-capite è triplo del nostro e dove la diffusione dell'automobile ha raggiunto livelli molto superiori ai nostri. Nel 1938, infatti, il reddito medio francese era di 497 dollari, contro i 138 dollari di quello italiano e sulle strade francesi circolavano 47 automobili ogni 1 000 abitanti, contro le 7 dell'Italia.
Ma le cose vanno diversamente: la forse sottovalutata feroce concorrenza della Citroën Traction Avant (tecnicamente avanzata quanto l'Aprilia se non di più, ed offerta ad un prezzo molto inferiore grazie ai più elevati volumi produttivi) coniugata con il nazionalismo tipico dei francesi (esasperato dal momento politico internazionale, che vede l'Italia contrastare sempre maggiormente la Francia nella politica internazionale, dopo la creazione dell'Asse Roma-Berlino) troncano sul nascere ogni velleità commerciale e, nel biennio 1937/38, se ne producono soltanto 620, di cui 500 berlina e 120 autotelai, prima della chiusura dello stabilimento francese. Tuttavia, su questo, a distanza di diversi anni, si può fare una riflessione: la Citroën Traction Avant aveva al suo esordio moltissimi difetti "di nascita", sia meccanici sia strutturali, (le scocche si piegavano, i 4 bulloni di collegamento anteriori si spezzavano etc.) e solo lo sciovinismo nazionale francese impedì che la cosa diventasse di dominio pubblico, decretando la fine prematura del modello. Oggi a distanza di decenni si trovano pubblicate sui giornali francesi d'auto storiche le "confessioni" di concessionari e meccanici su un prodotto che divenne maturo ed affidabile solo dopo la guerra. L'Aprilia invece "nacque" matura, le modifiche furono pochissime e trascurabili, a riprova di ciò l'intercambiabilità dei pezzi tra l'inizio e la fine della produzione. E questo vale anche per l'Augusta come per moltissimi prodotti Lancia. Il collaudo, la serietà, l'affidabilità del prodotto sin dalla sua prima presentazione sono stati per Vincenzo Lancia un cardine fondamentale di riferimento della sua vita di industriale costruttore d'auto.

## L'originale strumentazione

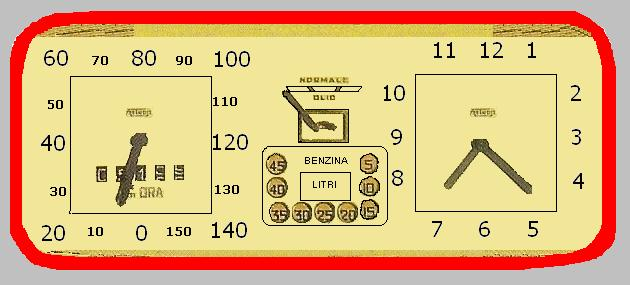
La strumentazione dell'Aprilia 2ª serie

Pur trattandosi di un particolare secondario, l'Aprilia va anche ricordata per una singolare caratteristica dell'indicatore del livello carburante.
Tanto la prima versione dell'Aprilia 1ª serie (standard e lusso) che montava un quadro strumenti Metron del tipo dell'Augusta con piani graduati rotondi, neri e allineati, che il tipo successivo più moderno, prodotto dal giugno 1938 nella versione "Lusso", con piani graduati quadrati, racchiusi ed integrati in un quadro strumentazione di forma quasi rettangolare (tachimetro/contachilometri, orologio, manometro olio e indicatore livello carburante) si distinguevano per l'indicatore del livello carburante privo della normale "lancetta", sostituita da un ingegnoso e complicato sistema di misura, così descritto nel libretto d'uso e manutenzione:
Poiché negli anni quaranta e cinquanta (e talvolta ancor oggi) non era raro il caso in cui una Aprilia venisse meglio identificata a seconda della colorazione e/o della forma del quadro strumenti, eccone elencate le variazioni subite:
- prima serie standard (e prime "Lusso" dal settembre 1937 al maggio 1938) n. 4 strumenti divisi neri rotondi classici allineati
- prima serie "Lusso" (dopo un certo numero, imprecisato, di unità) unico quadro a fondo generale grigio che racchiude 4 strumenti quadrati a fondo bianco con cifre grigie, lancette grigie o bianche
- seconda serie, in successione:

1. immutato (come l'ultimo tipo della precedente versione "Lusso"),
2. unico quadro a fondo grigio scuro, quadranti grigi più chiari, cifre grigio scuro lancette grigie o bianche
3. unico fondo bianco avorio, fondo strumenti accostati sul piano unico, cifre argento tranne indicatore livello benzina che ha le cifre nere, lancette acciaio blu grandi (coprono la circonferenza delle cifre)
4. fondo bianco avorio cifre argento tranne indicatore livello benzina che ha le cifre nere, fondo strumenti su piano sfalsato, lancette marroni piccole (coprono il solo fondo dello strumento senza sovrapporsi alle cifre.

## L'evoluzione

Una Lancia Aprilia berlina del primo dopoguerra in una foto d'epoca

A pochi mesi dal lancio, nell'estate del 1937, la berlina si sdoppia ed alla versione originale "standard" (oggi diremmo "base") si aggiunge una edizione "Lusso" (tipo 238L) che presenta alcune migliorie all'abitacolo e che si distingue esteriormente in quanto munita delle pedane laterali (che mancavano, ma che poco dopo vengono applicate anche alla versione "standard").
Nell'agosto 1939, tanto la berlina (la cui sigla di fabbrica diventa "tipo 438") quanto l'autotelaio (che diventa "tipo 439") subiscono modifiche di un certo rilievo, che danno origine alla seconda serie. Il motore passa da 1352 a 1486 cm³, la potenza rimane sostanzialmente invariata (migliorano invece le doti di coppia) e tutta la meccanica della vettura (in particolare sospensioni anteriori e trasmissione) è oggetto di migliorie, che riguardano anche la versione autotelaio.
A partire da questa seconda serie, la berlina viene offerta in tipo unico, che corrisponde (tranne forse qualche particolare minore) al precedente tipo Lusso.
Anche la famiglia degli autotelai prolifica ed ecco che, accanto al tipo 439, viene prodotto anche il tipo 539, irrobustito e munito di sospensioni posteriori per così dire classiche (ponte rigido) ed il tipo 639, anch'esso a ponte rigido ma più corto, che, carrozzato generalmente da Viotti, dà origine ad una piccola serie di 250 unità del tipo "Coloniale".
Al termine della seconda guerra mondiale nel 1945, malgrado i quasi 10 anni ormai trascorsi dal momento della progettazione, l'Aprilia (che dal 1947 monterà un impianto elettrico a 12 anziché a 6 Volt), riprende il suo glorioso cammino.
L'ultima Aprilia lascia la fabbrica il 22 ottobre 1949, 12 anni ed 8 mesi dopo il lancio sul mercato.

### Commiato per l'ultima Aprilia
Il giorno 22 ottobre 1949, dentro al baule dell'ultima Aprilia uscita dalla linea di montaggio, viene trovato un biglietto dai contenuti quasi commoventi. Questo il testo:

## La più temibile concorrente: la Fiat 1500

La sei cilindri Fiat 1500 berlina del 1938

Se sul mercato francese l'Aprilia si trova di fronte alla concorrenza della Citroën Traction Avant (ma non solo di quella, giacché il mercato d'oltralpe già pullula di marche e modelli), su quello italiano (dove l'Alfa Romeo si dedica a modelli sportivi, costosi e di più alta cilindrata e la Bianchi ha ormai imboccato, automobilisticamente parlando, il viale del tramonto), la sola vettura che può impensierirla è la sei cilindri Fiat da 1 litro e mezzo.
Uscita circa un anno prima (alla fine del 1935), ha una linea particolarmente indovinata, filante ed abbassata, ed una tecnica di assoluto rispetto, a cominciare dal motore a 6 cilindri a valvole in testa erogante 45 HP e dal telaio tubolare con sospensioni anteriori indipendenti. Più pesante dell'Aprilia, la Fiat 1500 ha prestazioni leggermente inferiori (velocità attorno ai 115 km/h) e consumo un po' superiore, ma ha dalla sua il prezzo assai più conveniente (21.500 Lire contro 26.600 nel 1937 e 1.305.000 contro 1.790.000 nel 1948)).
Tanto l'Aprilia quanto la 1500 saranno commercializzate sino ai primi mesi del 1950, quando verranno sostituite, rispettivamente, dalla Lancia Aurelia e dalla Fiat 1400. Nei quasi tre lustri di convivenza, la lotta tra questi due prodotti italici sarà comunque combattuta, come testimoniano i numeri: malgrado la strapotenza produttiva della Fiat nei confronti della Lancia, le Fiat 1500 costruite risulteranno alla fine "appena" un 65-70% in più rispetto alle Aprilia (47.000 contro 28.000).

## Le Aprilia fuoriserie
Il pianale Aprilia viene subito utilizzato dai maestri carrozzieri italiani per realizzare stupende fuoriserie. Non per niente c'è questo dato numerico assai significativo: a fronte della produzione di 20.000 berline di serie, abbiamo quasi 7.000 autotelai "vestiti" fuori dagli stabilimenti Lancia.

Lancia Aprilia Bilux Pininfarina 1947

A parte le versioni "corsaiole", non c'è carrozziere italiano che non realizzi qualche stupenda fuoriserie su meccanica Aprilia. I nomi che più frequentemente firmano queste vetture sono: Allemano,  Balbo, Bertone, Boneschi, Castagna, Fissore, Francis Lombardi, Frua, Garavini, Ghia, Monterosa, Monviso, Pininfarina, Stabilimenti Farina, Touring, Vignale, Viotti. Da notare che alcuni dei modelli realizzati da Pininfarina -berlina e cabriolet- sono costruiti in piccola serie ed inseriti, talvolta,  nel listino ufficiale della Casa torinese.
Come abitualmente accade per le Lancia, anche nel caso dell'Aprilia non mancano belle realizzazioni fuoriserie da parte di carrozzerie estere (la svizzera Beutler, la francese Figoni & Falaschi, ecc.)
Naturalmente, accanto a creazioni stupende o particolarmente originali ed innovative, ve ne sono altre meno entusiasmanti (in particolare alcune massicce e sgraziate limousine).
Viceversa, tra quelli più riusciti, due modelli devono assolutamente essere citati: la station wagon (allora definita "giardinetta") disegnata da Pietro Frua (e realizzata da Ghia e Viotti nel 1948) contraddistinta dalle fiancate in legno (sul tipo di quelle che caratterizzano la contemporanea e più nota e popolare Fiat Topolino Giardiniera) e la berlina Bilux della Pininfarina (1946/47) la cui linea fluida (con parafanghi solo lievemente accennati e quasi completamente incorporati nella carrozzeria) preannuncia quella della futura nuova grande Lancia, l'Aurelia.
Ma la meccanica e/o il motore dell'Aprilia sono stati utilizzati anche per dare vita ad esemplari decisamente sportivi se non addirittura da competizione.
Pininfarina stesso, subito dopo l'uscita della macchina in Italia, propone un coupé molto aerodinamico (parafanghi carenati, coda molto allungata, parabrezza curvo) che raggiunge un CX di 0,39 e che, solo leggermente elaborato nel motore, pare superi addirittura i 160 all'ora.

Lancia Aprilia Cabriolet Pininfarina 1946/47

Anche Zagato, negli anni precedenti lo scoppio della seconda guerra mondiale, realizza alcune spider (o barchette che dir si voglia) destinate soprattutto ad essere impiegate in corsa: proprio al volante di una di queste, l'asso nazionale Luigi Villoresi, abbandonate momentaneamente le monoposto Maserati, partecipa, nel 1938, ad alcune corse italiane di rilievo, ottenendo ottimi risultati, tra cui, alla XII Coppa delle Mille Miglia in aprile, la vittoria nella classe da 1101 a 1500 cm³ della categoria sport nazionale ed il 14º posto assoluto.
Nell'immediato dopoguerra ad occuparsi dell'Aprilia è, in primis, il napoletano Sabatino Paganelli che, su ordinazione del pilota concittadino Luigi Bellucci, realizza nel 1948 la prima di una serie di vetture basate su meccanica Aprilia. Questa prima Lancia-Paganelli è un ibrido, nel senso che si tratta di un esemplare costruito su un telaio Gilco-Fiat equipaggiato con un motore Lancia da 1 litro e mezzo opportunamente elaborato. Altre Paganelli-Lancia vengono realizzate l'anno dopo, quando il motore viene portato a 1,8 litri di cilindrata. Le Lancia-Paganelli ottengono pregevoli prestazioni in corsa, particolarmente nelle gare in salita.

La barchetta speciale su meccanica Aprilia elaborata Pagani e carrozzata da Riva (1947)

Una interessante serie di vetture da corsa derivate dall'Aprilia sono realizzate dal torinese Giovanni Basso. Nel 1947 il Basso costruisce una prima barchetta con motore Aprilia, con cui corre senza ottenere risultati; l'anno successivo un telaio Basso viene addirittura acquistato dalla Lancia, che, dopo opportune modifiche, affida la vettura al cognato di Gianni Lancia, il gentlemen-driver Ferdinando Gatta, che si distingue in alcune corse italiane in salita. Nel 1949 vedono la luce altri quattro esemplari Basso (due carrozzate dagli Stabilimenti Farina, le altre due da Ghia), che peraltro si distinguono nei concorsi d'eleganza più che nelle corse. L'ultima Basso-Aprilia viene costruita addirittura nel 1952.
Altre Aprilia da corsa sono state realizzate dai piloti Roberto Vallone (nel 1946, telaio Fiat 1100 e motore Aprilia elaborato, carrozzeria barchetta), Alberto Nespoli (nel 1947, carrozzeria barchetta), Luciano Pagani (1947, motore elaborato con "testa" speciale realizzata da Luigi Pagani - padre di Luciano - e carrozzeria barchetta realizzata dalla Carrozzeria Riva).
Infine, al Gran Premio di Modena di Formula 2 del 1950 troviamo tra i partecipanti anche Tino Bianchi alla guida di una monoposto Cisitalia munita di motore Aprilia.

## L'autocarro Siata

L'autocarro Lancia Beta (1950)

Nel 1949, la casa Siata (Società Italiana Applicazioni Tecniche Auto-Aviatorie, successivamente modificata in Società Italiana Auto Trasformazioni Accessori) di Torino, nota soprattutto per la sua attività nel campo delle trasformazioni sportive (prima fra tutte la famosa "testa Siata" adattabile a parecchi modelli Fiat degli anni 30-40), realizza un autocarro munito di motore Lancia Aprilia.

L'autocarro Siata con motore Aprilia (1949)

Si tratta di un autocarro dall'estetica piacevole, avente una portata utile di 20 quintali, cambio ad 8 velocità (4 velocità e riduttore), una velocità massima dichiarata di 80 km orari ed un consumo di 12 litri ogni 100 chilometri. Questo pur interessante veicolo industriale non avrà un concreto seguito produttivo: tuttavia non si può fare a meno di notare una notevole somiglianza di forme (il "muso" in particolare) con l'autocarro Beta che la Lancia metterà in commercio nel 1950, ovvero meno di un anno dopo.

## L'Aprilia e le corse

La Paganelli 2000 sport derivata Aprilia alla partenza della Catania-Etna 1950, guidata da Luigi Bellucci: alla fine conquisterà un'ottima seconda posizione assoluta

Negli anni in cui è scesa in gara - cioè dal 1937 al 1950 (con sconfinamenti fino al 1953, anno in cui ancora si distingue nel Rallye del Sestriere) - l'Aprilia non ha avuto rivali tra le vetture della sua categoria (turismo) e classe di cilindrata (da 1101 a 1500 cm³). Questa affermazione, che non teme smentita se ci si riferisce alle competizioni svoltesi in Italia, è peraltro valida anche in senso più generale, poiché anche in terra straniera, quando era presente, difficilmente la piccola Lancia è stata sconfitta.
Molte creazioni artigianali di "barchette" meccanicamente derivate dall'Aprilia calcano le scene sportive degli anni del dopoguerra, sino alla fine degli anni 50, ottenendo anche parecchi successi: le più note sono le vetture realizzate a Napoli da Sabatino Paganelli e portate al successo in particolare per merito del pilota locale Luigi Bellucci.
Un'ultima annotazione: con l'Aprilia hanno debuttato, tra i piloti di futura fama internazionale, i quattro fratelli Marzotto (Giannino, Paolo, Umberto e Vittorio) ed Umberto Maglioli.

## Le prove su strada
Nel 1937, l'Aprilia berlina tipo 238 di 1352 cm³ viene sottoposta a prova su strada da due autorevoli riviste specializzate: la francese La Vie Automobile di René-Charles Faroux (uno dei più autorevoli giornalisti specializzati dell'epoca) e l'inglese The Autocar.
Il (lusinghiero) resoconto riportato sul periodico francese nel settembre del 1937, che ovviamente ha effettuato il test con una "Ardennes", parla di una velocità massima (misurata) di circa 125 km all'ora e di una distanza d'arresto di 38 metri a 80 all'ora (22 metri a 60 all'ora e 10 metri a 40 all'ora). Da notare che il prezzo in Francia della vettura è fissato in 45.500 franchi.
Questi invece, in sintesi, i risultati del test apparsi sulla rivista The Autocar (giugno 1937): velocità massima (media di più passaggi) 76,9 miglia orarie (123,8 km/h), con il miglior passaggio a 81 miglia orarie (130 km/h); accelerazione da fermo: 0-30 miglia (48,3 km/h) in 6,2"; 0-50 miglia (80,5 km/h) in 15,4"; 0-60 miglia (96,6 km/h) in 25,2" e 0-70 miglia (112,7 km/h) in 45,2". Il prezzo in Gran Bretagna è di circa 300 sterline.
In Italia, c'è l'affermazione del settimanale ACI che, in risposta ad un lettore, sostiene che l'Aprilia seconda serie raggiunge facilmente i 125 km/h e compie il chilometro da fermo in 45"

## Le diverse versioni in sintesi

### Berlina prima serie (mod. 238)
Periodo di produzione: dal 24 febbraio 1937 al 17 agosto 1939
| Caratteristiche tecniche Lancia Aprilia berlina (mod. 238) | Caratteristiche tecniche Lancia Aprilia berlina (mod. 238)                                                                                          |
| ---------------------------------------------------------- | --- |
| Modello                                                    | tipo 238, berlina 4 porte, 5 posti |
| Numerazione progressiva                                    | da 1 a 10.354 |
| Numerazione del telaio                                     | da 238-1001 a 238-11387 |
| Unità prodotte                                             | 10.354 |
| Motore                                                     | tipo 97; anteriore a 4 cilindri a V di 1351,74 cm³, potenza 47-48 hp a 4.000 giri, valvole in testa;                                                |
| Carrozzeria                                                | berlina (4 porte, 4 luci, 5 posti), scocca portante, sospensioni anteriori e posteriori a ruote indipendenti;                                       |
| Trasmissione                                               | con trazione alle ruote posteriori, cambio a 4 rapporti+retromarcia;                                                                                |
| Dimensioni e peso                                          | passo 275 cm, lunghezza 395,5 cm, larghezza 147 cm (150 cm le versioni con le pedane), peso in ordine di marcia 880 kg (895 kg la versione "lusso"; |
| Velocità max                                               | 125 km/h |

### Autotelaio prima serie (mod. 239)
Periodo di produzione: dal marzo 1937 all'agosto 1939
| Caratteristiche tecniche Lancia Aprilia autotelaio (mod. 239) | Caratteristiche tecniche Lancia Aprilia autotelaio (mod. 239)                                        |
| ------------------------------------------------------------- | --- |
| Modello                                                       | tipo 239, autotelaio per carrozzieri                                                                 |
| Numerazione progressiva                                       | da 1 a 4350                                                                                          |
| Numerazione del telaio                                        | da 239-1001 a 239-5351                                                                               |
| Unità prodotte                                                | 4350                                                                                                 |
| Motore                                                        | tipo 97: anteriore a 4 cilindri a V di 1351,74 cm³, potenza 47-48 hp a 4.000 giri, valvole in testa; |
| Autotelaio                                                    | scatolato, sospensioni anteriori e posteriori a ruote indipendenti;                                  |
| Trasmissione                                                  | con trazione alle ruote posteriori, cambio a 4 rapporti+retromarcia;                                 |
| Dimensioni e peso                                             | passo 285 cm, peso 650 kg (con ruota di scorta);                                                     |
| velocità max                                                  | 110–120 km/h a seconda del tipo di carrozzeria montata.                                              |

### Berlina seconda serie (mod. 438)
Periodo di produzione: dal 18 agosto 1939 al 22 ottobre 1949
| Caratteristiche tecniche Lancia Aprilia berlina (mod. 438) | Caratteristiche tecniche Lancia Aprilia berlina (mod. 438) |
| ---------------------------------------------------------- | --- |
| Modello                                                    | tipo 438, berlina 4 porte, 5 posti |
| Numerazione progressiva costruzione                        | da 10.355 a 20.082 |
| Numerazione del telaio                                     | - i numeri di telaio dal 438-24354 compreso al 24400 compreso non furono assegnati nel passaggio dal tipo a 12 volt (comunicato 4710/43 del 17.10.47). Il primo numero di telaio assegnato ad una vettura 12 volt fu il 438-24401 (n. costruz. 14734) Le vetture n. costruzione 12-616, 618, 633, 634, 638, 639, 641, 643, 644, 646, 649, 650, 651, 654, 655, 6565, 660, 665, 667, 668 furono demolite per danni subiti da incursioni aeree fra il 3.11 e il 18.11.1942 e non fu loro assegnato il numero di vendita (telaio). La vettura 12629 non ebbe il numero di vendita: era in deposito a Strambino e fu da lì asportata il 10.10.44 da ignoti armati. (Fonti: Registri costruzione) |
| Unità prodotte                                             | 9699 come da fine commessa officina in via ufficiale oltre forse alla n. costruz. 14728 e quindi forse non 9699 ma 9700 |
| Motore                                                     | tipo 99; anteriore a 4 cilindri a V di 1486,50 cm³, potenza 48-49 hp a 4.000-4.300 giri, valvole in testa; |
| Carrozzeria                                                | berlina (4 porte, 4 luci, 5 posti), scocca portante, sospensioni anteriori e posteriori a ruote indipendenti; |
| Trasmissione                                               | con trazione alle ruote posteriori, cambio a 4 rapporti+retromarcia; |
| Dimensioni e peso                                          | passo 275 cm, lunghezza 395,5 cm, larghezza 150 cm, peso in ordine di marcia 900 kg circa; |
| Velocità max                                               | 126–128 km/h circa |

### Autotelaio seconda serie (mod. 439)
Periodo di produzione: dall'agosto 1939 alla fine del 1949 (probabilmente alla fine di ottobre)
| Caratteristiche tecniche Lancia Aprilia autotelaio (mod. 439) | Caratteristiche tecniche Lancia Aprilia autotelaio (mod. 439)                                              |
| ------------------------------------------------------------- | --- |
| Modello                                                       | tipo 439, autotelaio per carrozzieri                                                                       |
| Numerazione progressiva                                       | da 4351 a 6002                                                                                             |
| Numerazione del telaio                                        | da 439-10001 a 439-12252                                                                                   |
| Unità prodotte                                                | 2252 |
| Motore                                                        | tipo 99; anteriore a 4 cilindri a V di 1486,50 cm³, potenza 48-49 hp a 4.000-4.300 giri, valvole in testa; |
| Autotelaio                                                    | scatolato, sospensioni anteriori e posteriori a ruote indipendenti;                                        |
| Trasmissione                                                  | con trazione alle ruote posteriori, cambio a 4 rapporti+retromarcia;                                       |
| Dimensioni e peso                                             | passo 285 cm, peso 670 kg circa (con ruota di scorta);                                                     |
| Velocità max                                                  | 110–125 km/h circa, a seconda del rapporto al ponte adottato, della carrozzeria montata e del peso.        |

### Autotelaio seconda serie "speciale" (mod.  639)
Periodo di produzione: dal 1940 al 1943

Per concretizzare questa versione speciale (la cui carrozzeria fu realizzata dalla Carrozzeria Viotti di Torino) la casa torinese mette a punto l'autotelaio tipo "639", caratterizzato dal passo accorciato (cm 265 contro i 275 della berlina ed i 285 dell'autotelaio normale) e dall'adozione del ponte rigido al retrotreno, di un rapporto al ponte più "corto" e di ruote di maggior diametro. Alla fine, tra il dicembre del 1940 ed il marzo del 1943, furono prodotti 251 esemplari.
| Caratteristiche tecniche Lancia Aprilia autotelaio (mod. 639) | Caratteristiche tecniche Lancia Aprilia autotelaio (mod. 639)                                              |
| ------------------------------------------------------------- | --- |
| Modello                                                       | tipo 639, autotelaio a passo corto, per vettura in versione torpedo coloniale                              |
| Numerazione progressiva                                       | da 1001 a 1251                                                                                             |
| Numerazione del telaio                                        | da 639-1001 a 639-1251                                                                                     |
| Unità prodotte                                                | 251 |
| Motore                                                        | tipo 99; anteriore a 4 cilindri a V di 1486,50 cm³, potenza 48-49 hp a 4.000-4.300 giri, valvole in testa; |
| Autotelaio                                                    | scatolato, sospensioni anteriori a ruote indipendenti, sospensioni posteriori ad assale rigido;            |
| Trasmissione                                                  | con trazione alle ruote posteriori, cambio a 4 rapporti+retromarcia;                                       |
| Dimensioni e peso                                             | passo 265 cm, peso dell'autotelaio carrozzato a torpedo 1.112 kg (in ordine di marcia);                    |
| Velocità max                                                  | oltre 110 km/h.                                                                                            |

### Autotelaio seconda serie "lungo" (mod. 539)
Periodo di produzione: dal 1946 al 1948
| Caratteristiche tecniche Lancia Aprilia autotelaio (mod. 539) | Caratteristiche tecniche Lancia Aprilia autotelaio (mod. 539)                                              |
| ------------------------------------------------------------- | --- |
| Modello                                                       | tipo 539, autotelaio a passo lungo, per carrozzieri                                                        |
| Numerazione progressiva                                       | da 7 a 708                                                                                                 |
| Numerazione del telaio                                        | da 539-10007 a 539-1798                                                                                    |
| Unità prodotte                                                | 702 |
| Motore                                                        | tipo 99; anteriore a 4 cilindri a V di 1486,50 cm³, potenza 48-49 hp a 4.000-4.300 giri, valvole in testa; |
| Autotelaio                                                    | scatolato, sospensioni anteriori a ruote indipendenti, sospensioni posteriori ad assale rigido;            |
| Trasmissione                                                  | con trazione alle ruote posteriori, cambio a 4 rapporti+retromarcia;                                       |
| Dimensioni e peso                                             | passo 295 cm, peso 700 kg circa (con ruota di scorta);                                                     |
| Velocità max                                                  | 110–115 km/h a seconda del rapporto al ponte adottato, della carrozzeria montata e del peso.               |

### I fantomatici autotelai "739" e "839"
Quasi certamente negli anni quaranta sono stati costruiti, in pochissime unità, autotelai contraddistinti dalle sigle "739" ed "839".
Per la verità, di questi fantomatici autotelai non si trova traccia tra i dati di produzione, anche se sono noti alcuni dati caratteristici tecnici essenziali, che qui riportiamo: motore del tipo "99" di 1486,50 cm³ (quello della "seconda serie" Aprilia), impianto elettrico a 6 Volt,  autotelaio a struttura piana scatolare, sospensione anteriore del tipo classico Lancia a ruote indipendenti (a cannocchiale), sospensione posteriore ad assale rigido (balestre longitudinali), passo cm 295 (nel modello "739") e cm 265 (modello "839").

## Dati produttivi
| Per anno |           |
| Anno     | Esemplari |
| 1937     | 5.128     |
| 1938     | 6.142     |
| 1939     | 4.591     |
| 1940     | 1.288     |
| 1941     | 967       |
| 1942     | 395       |
| 1943     | 82        |
| 1944     | 6         |
| 1945     | 85        |
| 1946     | 1.310     |
| 1947     | 1.956     |
| 1948     | 2.663     |
| 1949     | 2.995     |
| diff. Za | 29        |
| Totale   | 27.637    |

| Per modello                             |           |
| Modello                                 | Esemplari |
| 238, prima serie berlina (1937/39)      | 10.354    |
| 239, prima serie autotelaio (1937/39)   | 4.350     |
| 438, seconda serie berlina (1939/49)    | 9.728     |
| 439, seconda serie autotelaio (1939/49) | 2.252     |
| 639, seconda serie autotelaio (1940/43) | 251       |
| 539, seconda serie autotelaio (1946/48) | 702       |
| Totale                                  | 27.637    |

Come si evince dalle tabelle soprariportate, tra il dato della produzione "anno per anno" e quella "modello per modello" c'è una differenza pari a 29 unità.
Questa differenza sarebbe da attribuire al modello 438 (seconda serie berlina), del quale - secondo alcune fonti - potrebbero essere state effettivamente prodotte 9 699 unità invece che 9728
Va inoltre precisato che i dati di cui sopra non includono i modelli "Ardennes" costruiti/montati in Francia.